# Citroën Survolt
Citroën Survolt er en elektrisk koncept racerbil, der er produceret af Citroën. præsenteret ved 2010 Geneva Motor Show.
Survolt er en lille racebil baseret på erfaring fra konceptbil REVOLTe.